# Falsomelanauster
Falsomelanauster är ett släkte av skalbaggar. Falsomelanauster ingår i familjen långhorningar.
Kladogram enligt Catalogue of Life:
| Falsomelanauster | \| \| Falsomelanauster strandiellus \| \| \| \| \| \| Falsomelanauster sulphureus \| \| \| \| |
|                  | \| \| Falsomelanauster strandiellus \| \| \| \| \| \| Falsomelanauster sulphureus \| \| \| \| |
|                  | Falsomelanauster strandiellus                                                                 |
|                  |                                                                                               |
|                  | Falsomelanauster sulphureus                                                                   |
|                  |                                                                                               |